# Maywood
Maywood (c англ. Майский лес) — нидерландский дуэт, образованный сёстрами Али и Дути де Врис, выступавшими под псевдонимами Элис Мей (Alice May) и Карен Вуд (Caren Wood). Наибольшую популярность получил в начале 1980-х годов. В мире известен благодаря хитам: «Late At Night», «Rio» и «Pasadena».

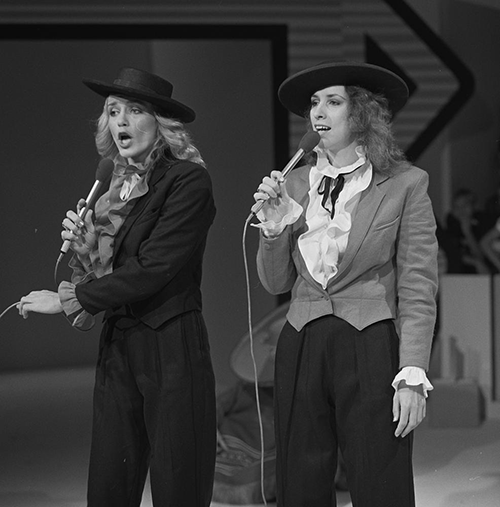
«Maywood» в 1981 году

## История
В первой половине 1970-х годов Али и Дути де Врис (нидерл. Alie/Aaltje, Doetie/Doetje de Vries) выступали в составе различных групп в городе Харлинген, а в 1976 году решили образовать собственный дуэт Lady Pop’s, который в 1979 году изменил название на Maywood. Али (Элис Мей) — автор песен и бэк-вокалистка, Дути (Карен Вуд) — лидер-вокалистка. Продюсером дуэта стал Пим Купман, экс-барабанщик голландской симфо-рок группы «Kayak». Первый же сингл группы «You Treated Me Wrong» вошёл в нидерландские чарты, а уже в марте 1980 года сингл «Give Me Back My Love» вошёл в лидирующую десятку. В июле того же года композиция «Late At Night» заняла первую строчку национального хит-парада, на которой оставалась в течение трёх недель. Эта песня была выпущена в 14 странах и в нескольких была № 1, а дебютный альбом группы стал золотым в Нидерландах и Швеции и провёл 24 недели в чартах.
Второй альбом Maywood Different worlds (№ 4 в Нидерландах) стал наиболее яркой работой в творчестве дуэта. Наиболее запоминающимися его композициями стали танцевальные «Rio» (№ 3 в Нидерландах и в ТОР10 в нескольких странах) и «You’re the one» и лирические баллады «Since I met you» и «Gone without a reason», а композиция «Pasadena», исполненная в стиле самбы, стала с тех пор визитной карточкой группы. В том же году Maywood получила национальную награду Zilveren Harp (Серебряная Арфа) как лучшая голландская группа 1981 года.
Год спустя сёстры выпускают не менее красивый альбом Colour my rainbow, полный лирических песен («Star», «Circumstance», «Neon Lights & Glitter»), однако все они проходят незамеченными для европейской публики. Карен и Элис отправляются в мировое турне, получают приз как лучшие артисты 1982 года в Южной Африке, участвуют в интернациональном конкурсе песни в Сеуле и на Yamaha Фестивале в Токио, а также в музыкальных конкурсах Западной Германии и Польши. Однако вернуться в европейские хит-парады они уже не смогли.
Во второй половине 1980-х годов группа много гастролировала по странам Скандинавии, Восточной Европы и Азии. В Испании и Центральной Америке был выпущен сборник хитов на испанском языке. Пластинки дуэта выходили в 52 странах. Даже советская фирма «Мелодия» выпустила альбом Different Worlds: эта пластинка вышла в СССР осенью 1984 года тиражом 20 тысяч экземпляров. В ноябре 1989 года (11-14 ноября) дуэт выступил в Москве в концертном зале гостиницы «Россия». Советская пресса почти не уделила внимания этим выступлениям. По воспоминаниям очевидцев, зрителей в зале было мало, что можно объяснить почти полным отсутствием в СМИ анонсов концертов.
В 1990 году Maywood представляли Нидерланды на конкурсе Евровидения, где заняли лишь 15-е место с песней на нидерландском языке «Ik wil alles met je delen» («Я хочу разделить с тобой всё»). Как позднее оказалось, выступление дуэта стало провальным из-за досадной ошибки технического персонала: микрофон, транслировавший звуки соло-трубы, задававшей основную тему мелодии композиции, был почему-то отключён во время выступления.
В 1994 был выпущен новый альбом, на котором кроме новых песен, были записаны новые версии хитов дуэта.
С 1995 года сёстры начали сольную карьеру, не достигнув особых успехов, и попали в поле зрения СМИ лишь в 1999 году, когда оспаривали между собой в судебном порядке права на использование названия Maywood. В результате Элис стала полноправным обладателем этого названия и позднее пыталась возродить дуэт с другими вокалистками (с Роуз Лоуверс в 2004 году и с Инге Питерс в 2010 году), но все её попытки также не имели успеха.
В 2007 году Элис Мей под брендом Maywood выступила на Дискотеке 80-х в Москве.

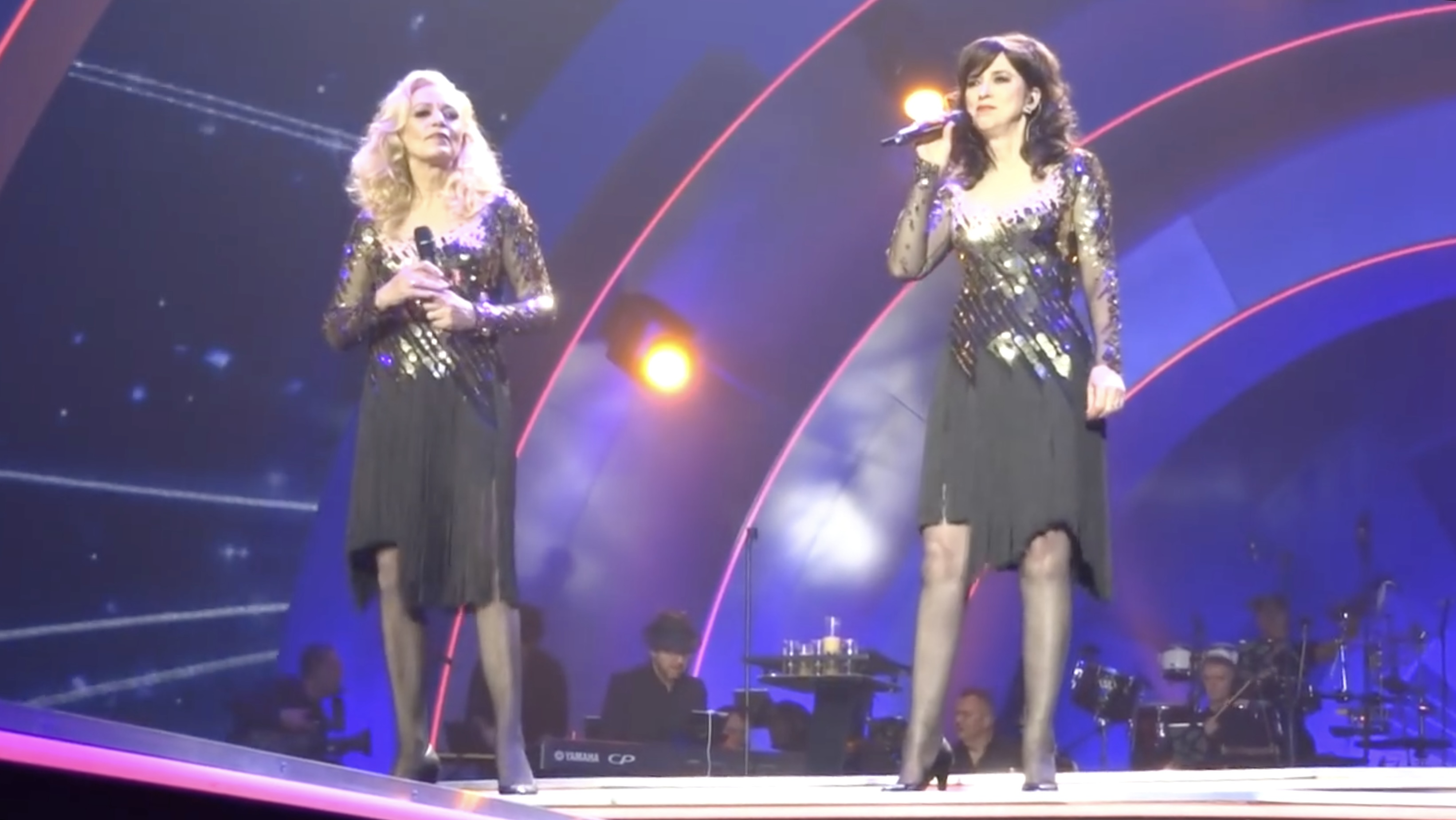
Maywood на концерте Герарда Йолинга, 2013

В августе 2013 года стало известно, что Элис Мей и Карен Вуд в составе дуэта Maywood выступят на двух концертах нидерландского певца Герарда Йолинга, которые состоялись на крытой арене Ziggo Dome в октябре 2013 года.
О воссоединении Maywood дали комментарий голландскому веб-сайту AD: 
Воссоединение определенно не будет разовым. Было очевидно, что мы снова в форме, и мы были бы сумасшедшими, если бы не попробовали еще раз... Теперь мы отправили электронные письма нашим контактам за границей, сообщая, что мы готовы выступить вместе. Мы просто надеемся, что о нас не забыли в таких местах, как Швеция, Норвегия, Япония, Россия и Южная Корея.
В мае 2014 года стало известно, что из-за разногласий между Элис Мей и Карен Вуд, дуэт снова прекратил существование.

## Дискография

### Альбомы
- Maywood (1980)
- Different Worlds (1981)
- Colour My Rainbow (1982)
- Cantado En Español (1982)
- Het beste van Maywood (1983)
- Beside You (1987)
- Achter De Horizon (1990)
- 6 Of The Thirties (1991)
- Walking Back To Happiness (1991)
- De Hits Van Maywood (1992)
- More Maywood (1994)
- Good For Gold (1996)

### Синглы
- Since I Met You (1979)
- You Treated Me Wrong (1979)
- Give Me Back My Love (1980)
- Mother, How Are You Today? (1980)
- Late At Night (1980)
- Mutter (1980)
- Lichtermeer (1980)
- Distant Love (1981)
- Rio (1981)
- Mano (1981)
- Pasadena (1981)
- Get Away (1982)
- Star (1982)
- Colour My Rainbow (1982)
- I Believe In Love (1982)
- No More Winds To Guide Me (1982)
- Ask for Tina (1983)
- Show Me The Way To Paradise (1983)
- Late At Night (1984)
- Standing In The Twilight (1984)
- It Takes A Lifetime (1985)
- Lonely Nights (1985)
- When I Look Into Your Eyes (1986)
- Help The Children Of Brazil (1987)
- If You Need A Friend (1987)
- Break Away (1987)
- Kom In Mijn Armen (1989)
- Hey Hey Hey (1989)
- Ik Wil Alles Met Je Delen (1990)
- Ik Blijf Naar Jou Verlangen (1991)
- Stupid Cupid (1992)
- You And I (1993)
- Give Me Something (1993)
- Blue Sunday Morning (1993)